# Per la llengua nativa!
Per la llengua nativa! (en rus: За родной язык!, en letó: Par Dzimto valodu!) és un partit polític de Letònia. El seu líder és Vladimir Linderman. El partit proposa un major paper per a la llengua russa a l'ensenyament i l'administració pública. També està d'acord amb els canvis en la ciutadania letona en la qual s'ha d'atorgar un gran nombre dels no-ciutadans. A l'economia, el partit dona suport al socialisme.

## Història
El 2009 a Letònia -els bolxevics nacionals van establir el partit polític «Moviment 13 de gener». L'anyl 2011 Vladimir Linderman va ser cofundador d'una ONG anomenada «Llengua Nativa» i va iniciar un referèndum constitucional a Letònia. Aquest mateix any el «Moviment 13 de gener» es va unir al partit Osipovs. El 16 de juliol de 2012 es va registrar oficialment el partit polític Per la llengua nativa!.